# Považská galerie umění

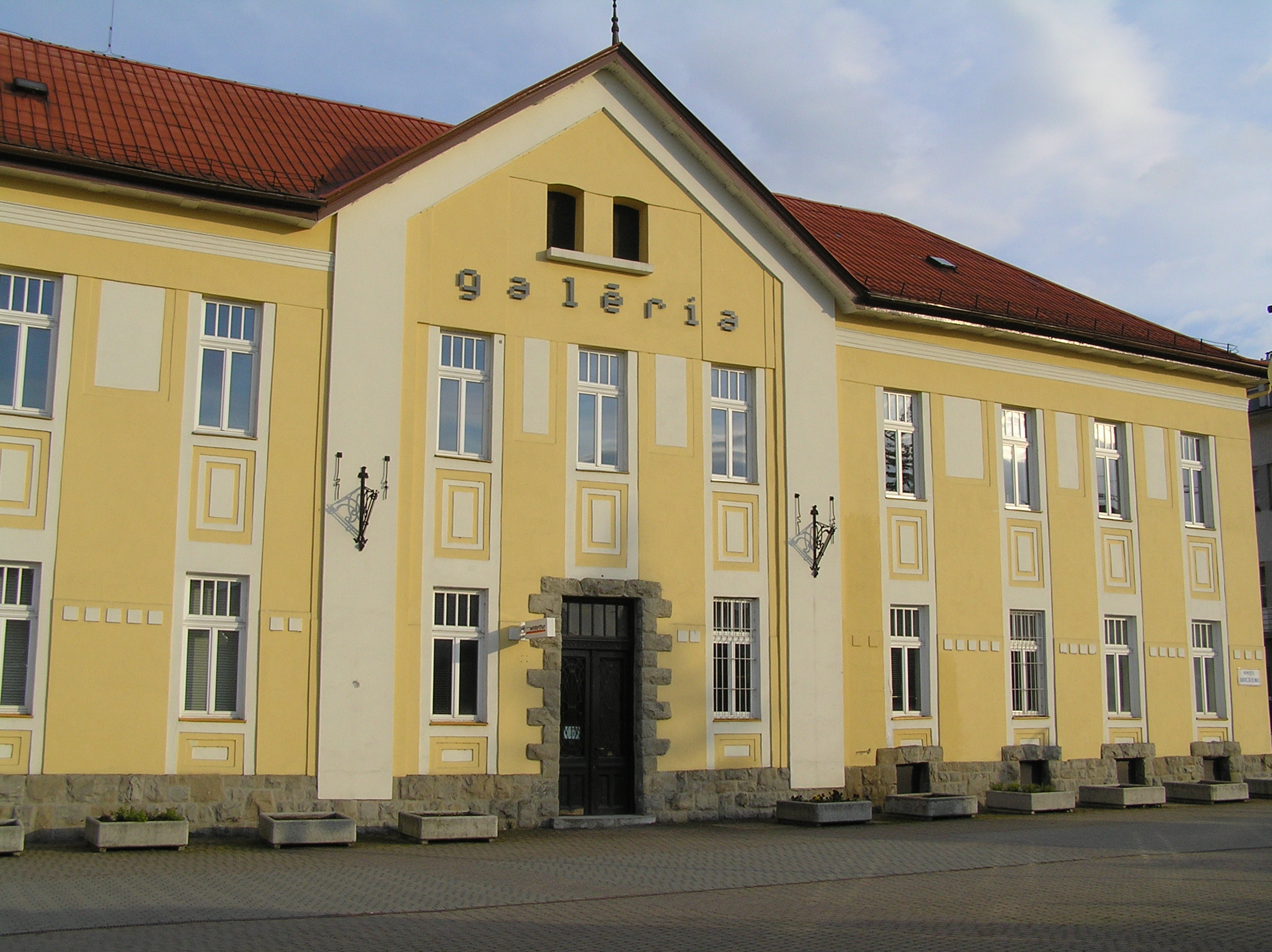
Před rekonstrukcí

Považská galerie umění (celým názvem slovensky Považská galéria umenia v Žiline) je galerie ve slovenské Žilině . 
Galerie vznikla v roce 1976 osamostatněním se od Povážského muzea. Výstavy jsou obsahově zaměřeny na současné umění. Na budově je pamětní deska, která připomíná konání výstavy malířů v roce 1903. V roce 2008 budova prošla rekonstrukcí, která řešila dispozici podkroví, střechy a úpravu vnější fasády.